# Саркісян Тадей Тачатович
Тадей Тачатович Саркісян (вірм. Ֆադեյ Սարգսյան; 18 вересня 1923, місто Єреван, Вірменська РСР — 10 січня 2010, місто Єреван, Вірменія) — радянський та вірменський вчений, державний діяч, голова ради міністрів Вірменської РСР. Член Центральної Ревізійної комісії КПРС у 1981—1986 роках. Кандидат у члени ЦК КПРС у 1986—1989 роках. Депутат Верховної Ради СРСР 10—11-го скликань.

## Біографія
Народився в родині службовця.

### Освіта
- 1940–1942 — навчався у Єреванському політехнічному інституті.
- 1942–1946 — Ленінградська Військова електротехнічна академія зв'язку імені С. М. Будьонного.

### Трудова та громадська діяльність
- 1946–1958 — старший інженер, старший офіцер, заступник начальника відділу, вчений секретар, начальник відділу науково-технічного комітету Головного ракетно-артилерійського управління Міністерства оборони СРСР.
- 1958–1959 — старший військовий представник при заводі № 357 в місті Свердловську.
- 1959–1963 — старший військовий представник, головний інженер Єреванського науково-дослідного інституту математичних машин.
- 1963–1977 — директор Єреванського науково-дослідного інституту математичних машин, головний конструктор спеціальних великих автоматизованих систем управління.
- 1971 — член-кореспондент АН Вірменської РСР.
- 1975 — доктор технічних наук.
- 1977 — академік АН Вірменської РСР.
- 17 січня 1977 — 16 січня 1989 — голова Ради міністрів Вірменської РСР.
- 1988–1989 — керівник штабу з подолання наслідків руйнівного Спітакського землетрусу.
- 1989–1993 — перейшов до відділення фізико-технічних наук та інформатики Академії наук Вірменії.
- 1993 — обраний президентом Національної академії наук Вірменії.
- 1995–1999 — обраний депутатом Національних зборів Вірменії.
- 1999 — повторно обраний депутатом Національних зборів.
- 2006 — у квітні подав у відставку з посту президента НАН Вірменії у зв'язку зі звинуваченнями, висунутими в межах перевірки фінансово-господарської діяльності Академії наук.

Починаючи з 1964 року неодноразово обирався депутатом Верховної Ради Вірменської РСР та СРСР. Член ВКП(б) з 1946 року.
Почесний Президент вірменської філії РАПН.
Був автором та співавтором понад 200 наукових статей, повідомлень, доповідей у галузі радіолокації та радіоелектроніки, обчислювальної техніки, систем управління, організації виробництва, опублікованих переважно у закритих виданнях СРСР.

## Звання
- 1991 — почесний член Вірменської філософської академії.
- 1993 — член Міжнародної асоціації академій наук.
- 1993 — член Генеральної асамблеї Міжнародної асоціації наукових союзів.
- 1994 — почесний член Міжнародної інженерної академії.
- 1994 — почесний член Міжнародної академії «Арарат» в Парижі.
- 1995 — член Португальської академії історії.
- 1995 — член Генеральної асамблеї Міжнародної асоціації наукових союзів.
- 2003 — іноземний член РАН.

Військове звання — генерал-майор (1968).

## Нагороди
- 1952 — медаль «За бойові заслуги».
- 1965, 1976, 1986 — тричі кавалер ордена Трудового Червоного Прапора.
- 1971 — орден Жовтневої Революції.
- 1981 — орден Леніна.
- Нагороджений низкою медалей СРСР та зарубіжних країн.

## Премії
- 1971 — лауреат Державної премії СРСР у складі колективу
- 1981 — лауреат Державної премії СРСР у складі колективу
- 1986 — лауреат Державної премії Української РСР у складі колективу